# Родопольская митрополия
Родо́польская митропо́лия (греч. Μητρόπολη Ροδοπόλεως) — историческая митрополия Константинопольской православной церкви на территории Турции. Епархиальный центр — Джевизлик в провинции Трабзон. Правящий архиерей имеет титул митрополит Родопольский, ипертим и экзарх Лазики.
Название митрополии происходит от древнего города Родополиса (греч. Ροδόπολις) в Колхиде (позже — Лазика) — современное село Квацихе в Грузии.
Митрополия охватывает территории южной части провинции Трабзон и северной части провинции Гюмюшхане. Граничит на севере и востоке с Трапезундской митрополией, на юге и западе — с Халдийской, Херианской и Керасундской митрополией.

## История
Родополис (сегодня Квацихе в Грузии) расположен в античной Колхиде, позже известной как Лазика. В VI веке Родополис был епископией, подчинённой Фазийской митрополии. После арабского завоевания Фазийская митрополия была закрыта, а её территория в IX веке присоединилась к Трапезундской. В горах над Трапезундом, расположены три монастыря — Панагия Сумела, основанный по преданию в 386 году, Вазелский, основанный по преданию в 270 году и Перистереота, основанный в 752 году. В Трапезундской империи три монастыря пользовались автономией, которая сохранялась и после османского завоевания в 1461 году, причем каждый монастырь стал патриаршей экзархией. В мае 1863 года три Экзархии были закрыты и была основана Родопийская архиепископия. Однако 7 сентября 1867 года она была закрыта, и экзархии были восстановлены. 26 сентября 1902 года экзархаты вновь ликвидированы и создана Родопольска митрополия. До 1904 года епархиальным центром был Язлик (Ливера).
Христианское население этой территории было выселено в 1923 году. Сейчас на территории митрополии православных приходов нет.

## Архиереи
- Геннадий (Василиадис) (3 июня 1863 — 7 сентября 1867)
- Гервасий (Сараситис) (16 ноября 1902 — 10 октября 1906)
- Леонтий (Хутуриотис) (10 октября 1906 — 22 сентября 1909)
- Кирилл (Хадзипападимитриу) (22 сентября 1909 — 11 января 1944)
- Иероним (Константинидис) (5 августа 1954 — 17 ноября 2005)
- Тарасий (Антонопулос) (c 29 ноября 2019 года)